# God Save the Queen (píseň, Sex Pistols)
God Save the Queen je píseň punkové skupiny Sex Pistols a jedna z nejznámějších punkových písní vůbec. Singl (B-strana „Did You No Wrong“) byl vydán 27. května 1977 a většinou veřejnosti byl považován za útok na královnu Alžbětu II. a britskou monarchii. Píseň se jmenuje stejně jako britská hymna. Ve své době vzbuzovala kontroverzi především tím, že označovala britskou monarchii jako „fašistický režim“ a tvrzením, že Anglie „nemá budoucnost“.
Sex Pistols chtěli píseň nejprve nazvat „No Future“, ale jejich manažer Malcolm McLaren, který věděl, že se blíží 25. výročí královniny vlády, je přesvědčil, aby ji přejmenovali na „God Save the Queen“ a pozdrželi její vydání, aby vyšla až při výročí. Ačkoliv se mnoho lidí domnívá, že byla napsána přímo k výročí, není to pravda. Paul Cook tvrdí: „Nebylo to napsáno ke královnině výročí. Tehdy jsme o tom nevěděli. Nebylo naší snahou s tím přijít a všechny šokovat“. Johnny Rotten vysvětluje text písně následovně: „Nenapíšete píseň jako God Save the Queen, protože nenávidíte Angličany. Napíšete takovou píseň, protože je máte rádi a je vám zle z toho, jak se s nimi špatně zachází.“ Jeho záměrem bylo pravděpodobně vzbudit sympatie britské dělnické třídy a všeobecný odpor k monarchii.
Dne 7. června 1977, v den královnina výročí, se kapela pokusila zahrát píseň na lodi na řece Temži přímo před Westminsterským palácem. Po rvačce do které se zapojil také Jah Wobble a kameraman, byla kapela a jejich doprovod zatčena.
Singl se dostal až na druhé místo oficiálního žebříčku stanice BBC, ale dodnes se objevují spekulace – nikdy nepotvrzeny nebo vyvráceny – že byl ve skutečnosti nejprodávanější, ale byl odsunut na druhé místo, protože píseň byla chápána jako urážlivá. Na neoficiálním žebříčku NME se ale singl umístil na prvním místě. Píseň byla zakázána BBC a Independent Broadcasting Authority, která regulovala nezávislá komerční rádia, čímž byla z médií prakticky odstraněna. Také některé obchody odmítly singl prodávat.
Fráze "No Future!", která uzavírá refrén, se stala charakteristickou pro punkové hnutí, ačkoliv její použití v písní je dvojznačné, protože se v ní zpívá, že "anglické snění nemá budoucnost".
Předtím, než kapela podepsala smlouvu s Virgin Records, malé množství kopií bylo vydáno pod labelem A&M. Tyto kopie jsou v současnosti jedněmi z nejdražších, které kdy ve Spojeném království byly vylisovány. Cena jedné kopie je v současnosti přibližně £13 000.
Píseň je obsažena na albu Never Mind the Bollocks, Here's the Sex Pistols a na mnoha kompilacích. Časopis Rolling Stone označil píseň za 173. nejlepší píseň všech dob. Další písní Sex Pistols, která se do seznamu čítajícího 500 písní dostala, byla Anarchy in the U.K.

## Coververze

### Anthrax
Další coververze písně je obsažena na EP Armed and Dangerous skupiny Anthrax z roku 1985.

### Motörhead
Svou coververzi v roce 2000 natočila i skupina Motörhead a vydala ji na albu We Are Motörhead.